# Fiorite
La fiorite è una roccia silicatica idrata, un tipo di opale, che si può ritrovare in cavità tufacee.
Botroidale e di lucentezza perlacea, il suo nome deriva dalla località di Santa Fiora, nel Grossetano.